# I tuoi anni più belli/Un altro giorno verrà
I tuoi anni più belli/Un altro giorno verrà è il sesto singolo della cantante italiana Iva Zanicchi, pubblicato nel gennaio 1965. Il primo brano venne presentato al XV Festival di Sanremo ma non arrivò in finale e fu l'esordio della cantante alla manifestazione. Entrambi i brani saranno inseriti all'interno dell'album Iva Zanicchi, pubblicato nel novembre 1965.

## Tracce
1. I tuoi anni più belli (Federico Polito, Maria Gioconda Gaspari e Mogol)
2. Un altro giorno verrà (Bruno Pallesi, Buddy Kaye e Philip Springer)